# سفره‌آرایی
سفره‌آرایی یا زیباسازی سفره یکی از هنرهای خانه‌دارای است که در آن بر تزئین و زیباسازی سفرهٔ غذا با استفاده از انواع میوه‌ها غذاها و سبزیجات تاکید می‌شود.
برای مثل می‌توان سوسیس و تخم مرغ را طوری درست کرد که شکل ظاهری بهتری داشته باشد باعث زیباتر دیده شده سفرهٔ غذا شود و حرص و ولع خوردن را زیاد کند.